# Лаврентьев, Александр Павлович
Алекса́ндр Па́влович Лавре́нтьев (2 января 1926, Мокрая Бугурна, Симбирский уезд, Ульяновская губерния, РСФСР, СССР — 13 февраля 2014, Волжск, Марий Эл, Россия) — советский деятель целлюлозно-бумажной промышленности, передовик производства, рационализатор. Машинист бумагоделательной машины Марийского целлюлозно-бумажного комбината (1960—1989). Кавалер ордена Ленина (1971). Член ВКП(б) с 1950 года, делегат XXII съезда КПСС (1961).

## Биография
Родился 2 января 1926 года в деревне Мокрая Бугурна ныне Цильнинского района Ульяновской области в крестьянской семье. 
В 1942 году окончил ремесленное училище № 2 в г. Волжске Марийской АССР.
С 1942 года — сушильщик, машинист, мастер, старший машинист, в 1960—1989 годах — машинист бумагоделательной машины Марийского целлюлозно-бумажного комбината. Считался лучшим на бумажной фабрике комбината сеточником и рационализатором: в 1966 году внёс в производство 8 рационализаторских предложений, которые дали экономический эффект в пять тысяч рублей. 
В 1966 году без отрыва от производства окончил 3-годичную школу мастеров, был активным общественником, передавал свой опыт и знания молодым рабочим. Как высокопрофессиональный специалист побывал в двух братских социалистических странах — Болгарии и Китае, где оказывал техническую помощь в наладке и пуске бумагоделательных машин. 
В 1950 году принят в ВКП(б). В 1961 году избирался делегатом XXII съезда КПСС.
Награждён орденами Ленина, Трудового Красного Знамени, Трудовой Славы III степени и медалями, а также — Почётной грамотой Президиума Верховного Совета Марийской АССР.

## Трудовые награды
- Орден Ленина (1971)[1]
- Орден Трудового Красного Знамени (1951)[1]
- Орден Трудовой Славы III степени (1976)[1]
- Юбилейная медаль «За доблестный труд. В ознаменование 100-летия со дня рождения Владимира Ильича Ленина» (1970)[1]
- Почётная грамота Президиума Верховного Совета Марийской АССР (1952)[1]

## Память
Отдельные фотографии, запечатлевшие А. П. Лаврентьева на производстве, ныне хранятся в фонде Волжского краеведческого музея.